# St-Yves (La Roche-Maurice)

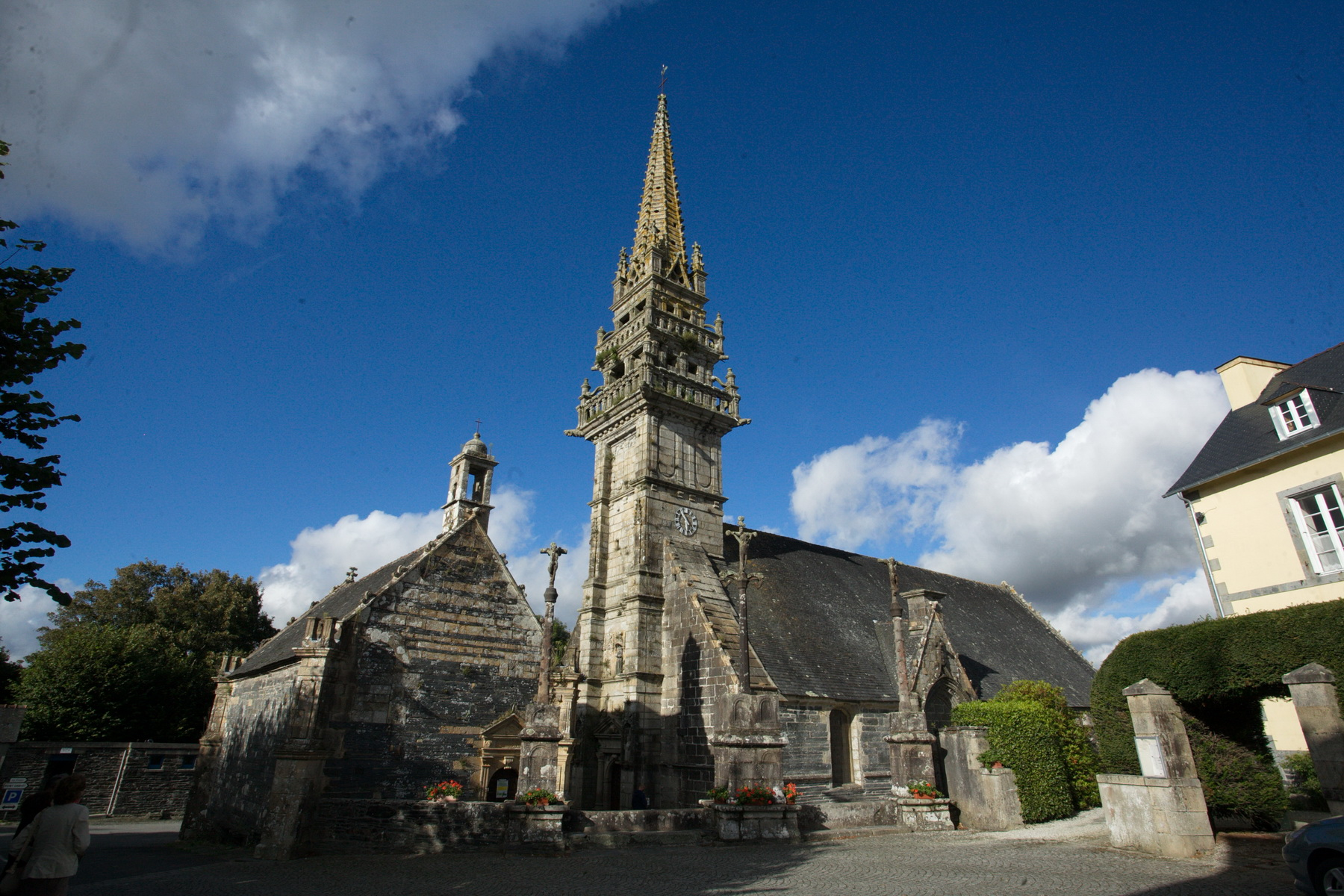
Pfarrkirche Saint-Yves

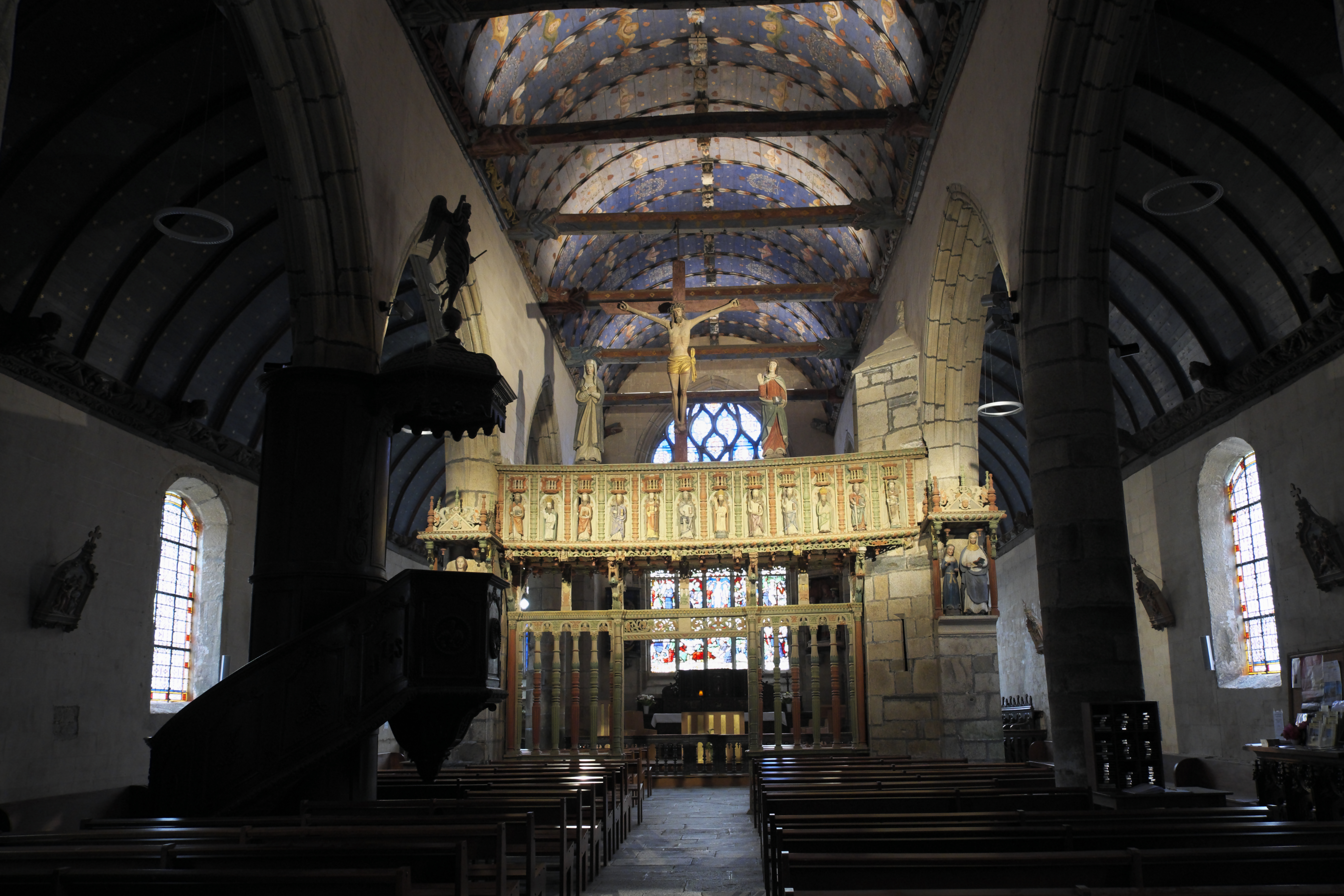
Innenraum

Die katholische Pfarrkirche Saint-Yves in La Roche-Maurice, einer Gemeinde im Département Finistère in der französischen Region Bretagne, wurde im frühen 16. Jahrhundert errichtet. Aus der Mitte des 16. Jahrhunderts sind das große Bleiglasfenster im Chor mit Szenen der Passion und der Lettner erhalten. Im Jahr 1916 wurde die Kirche mit dem Beinhaus als Monument historique in die Liste der Baudenkmäler in Frankreich aufgenommen.

## Geschichte
Die Kirche wurde vermutlich an der Stelle der Schlosskapelle der Herren von Rohan errichtet, in deren Besitz sich die Burg von La Roche-Maurice seit etwa 1330 befand. Im Jahr 1363 wurde die Kapelle dem heiligen Ivo Hélory geweiht, dem Schutzpatron der Juristen, der in der Bretagne als Nationalheiliger verehrt wird. Die heutige Kirche stammt aus dem frühen 16. Jahrhundert. Die älteste Datumsangabe, die Jahreszahl 1539, findet man auf dem großen Passionsfenster im Chor. Am Glockenturm ist die Jahreszahl 1589 eingemeißelt.

## Architektur

### Glockenturm und Westportal
Der Turm an der Westfassade weist zwei Glockengeschosse auf, die von Balustraden umgeben und an den Ecken mit Fialen besetzt sind. Sie werden von einer mit Krabben verzierten, oktogonalen steinernen Spitze bekrönt. Im Erdgeschoss des Turmes ist das Westportal eingeschnitten, das von einem Giebel und zwei Säulen mit ionischen Kapitellen gerahmt wird. In einer Nische über dem Gesims steht die Skulptur des heiligen Ivo, des Schutzpatrons der Kirche. In den Nischen der beiden Strebepfeiler sieht man die Figuren des in Valencia geborenen und in Vannes gestorbenen Dominikaners Vinzenz Ferrer und des ebenfalls aus Spanien stammenden Franziskaners Paschalis Baylon.

### Südportal
Die Kirche besitzt an ihrer Südseite anstelle der sonst in der Bretagne üblichen Vorhallen ein reich skulptiertes Portal.
Es ist in Kersantit gemeißelt und wird in die 1550er Jahre datiert. Das Gewände und die Archivolten sind mit kleinen Figuren besetzt, die die Apostel mit ihren Attributen darstellen. In das Portal sind zwei korbbogige Türen eingeschnitten. Am Trumeaupfeiler ist unter einem Baldachin ein Weihwasserbecken angebracht, das im Stil der Renaissance mit Köpfen verziert ist. Die Figur am Tympanon stellt vielleicht den Abt und bretonischen Heiligen Maudez dar. Ein weiter, mit einer Kreuzblume verzierter Kielbogen umfasst das Portal.

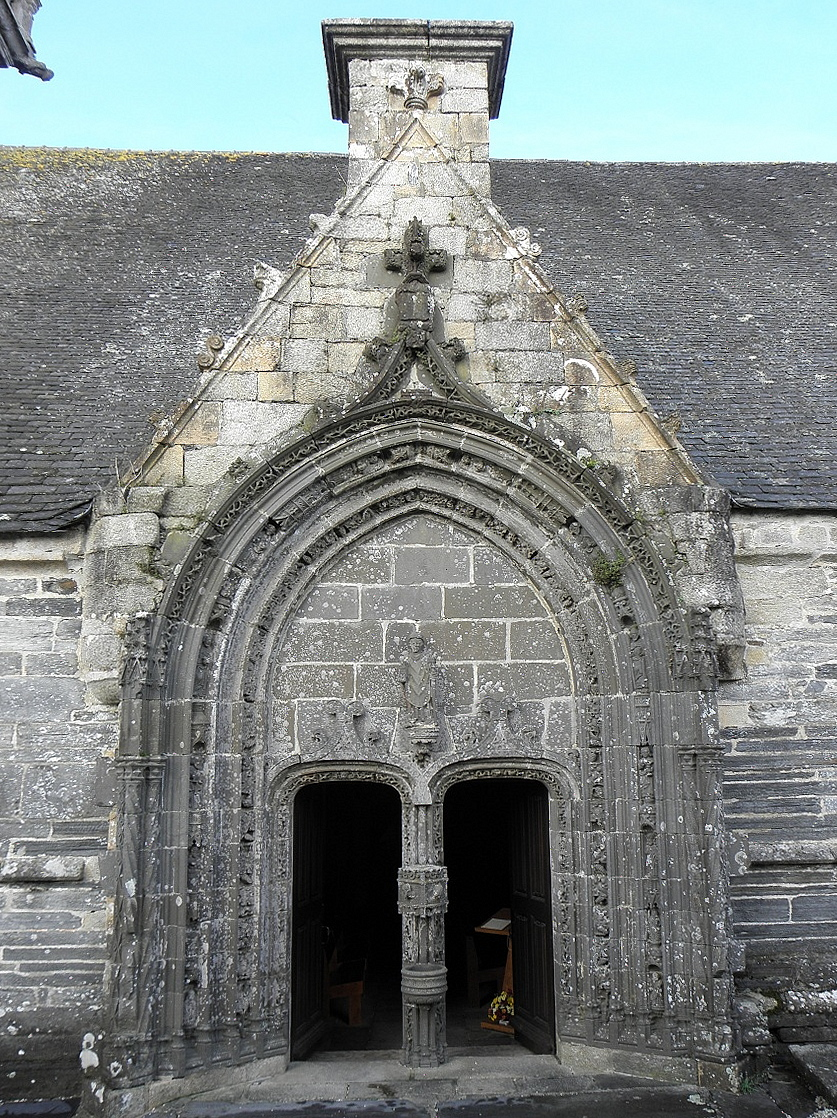
Südportal
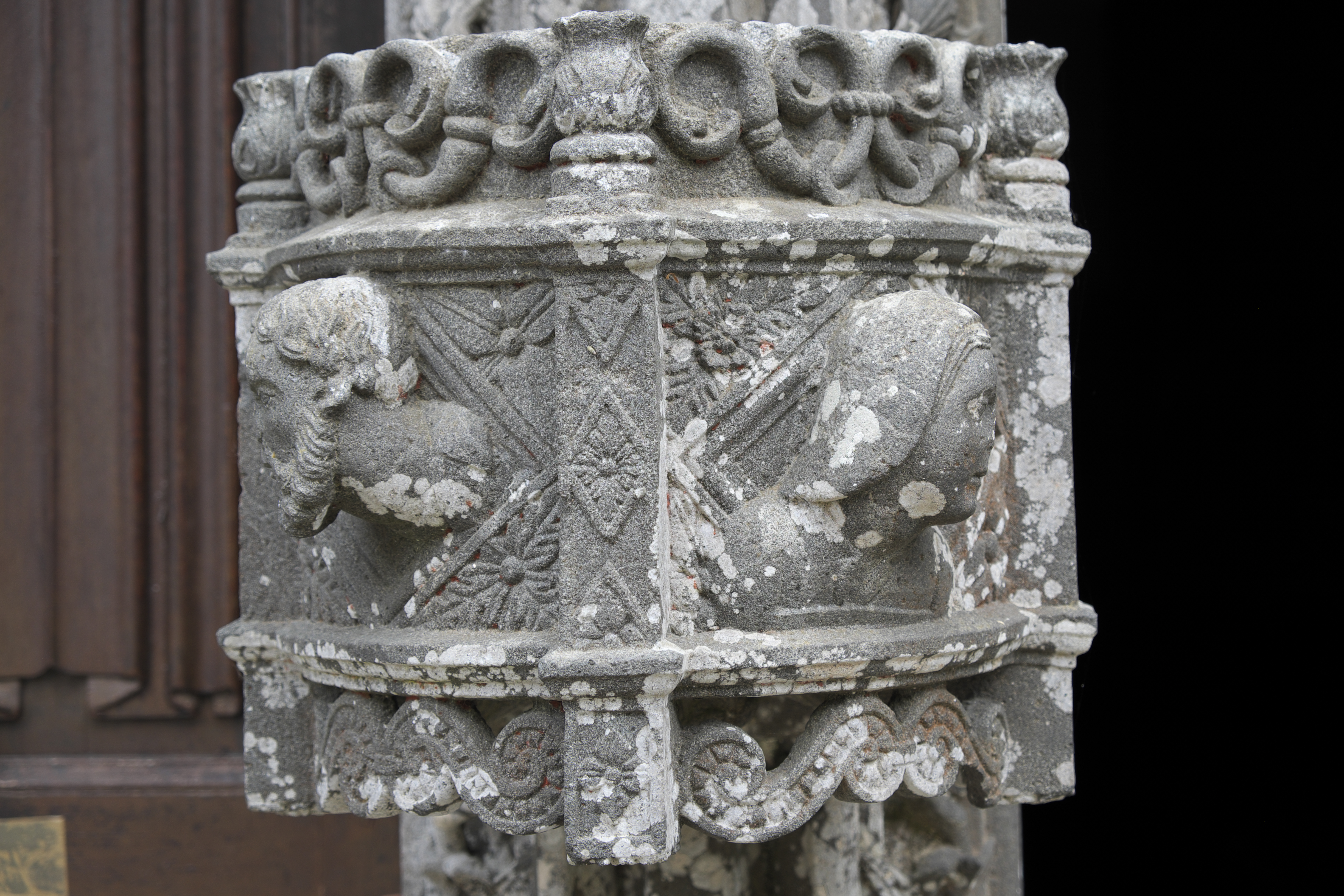
Baldachin des Weihwasserbeckens
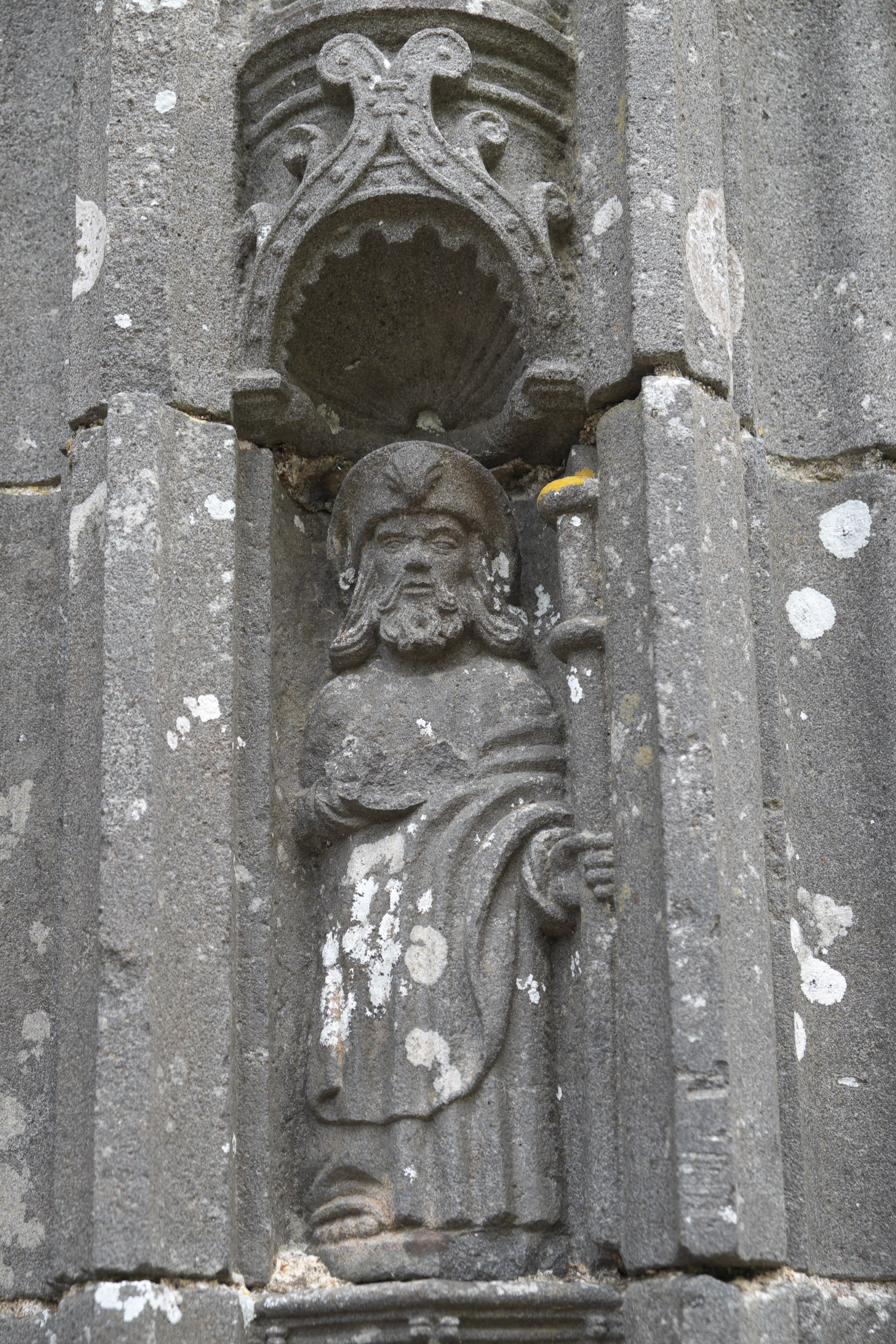
Jakobus der Ältere
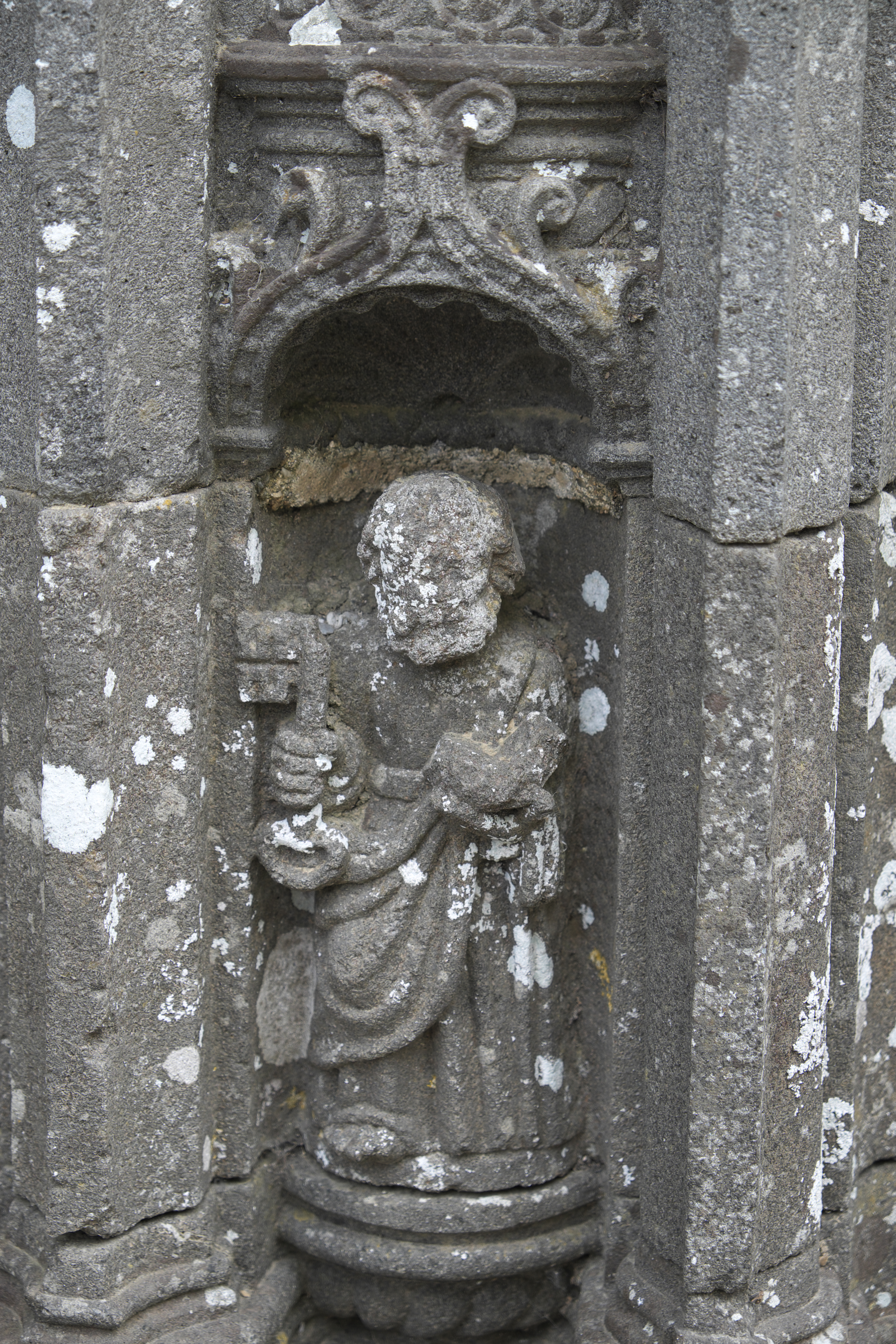
Apostel Petrus
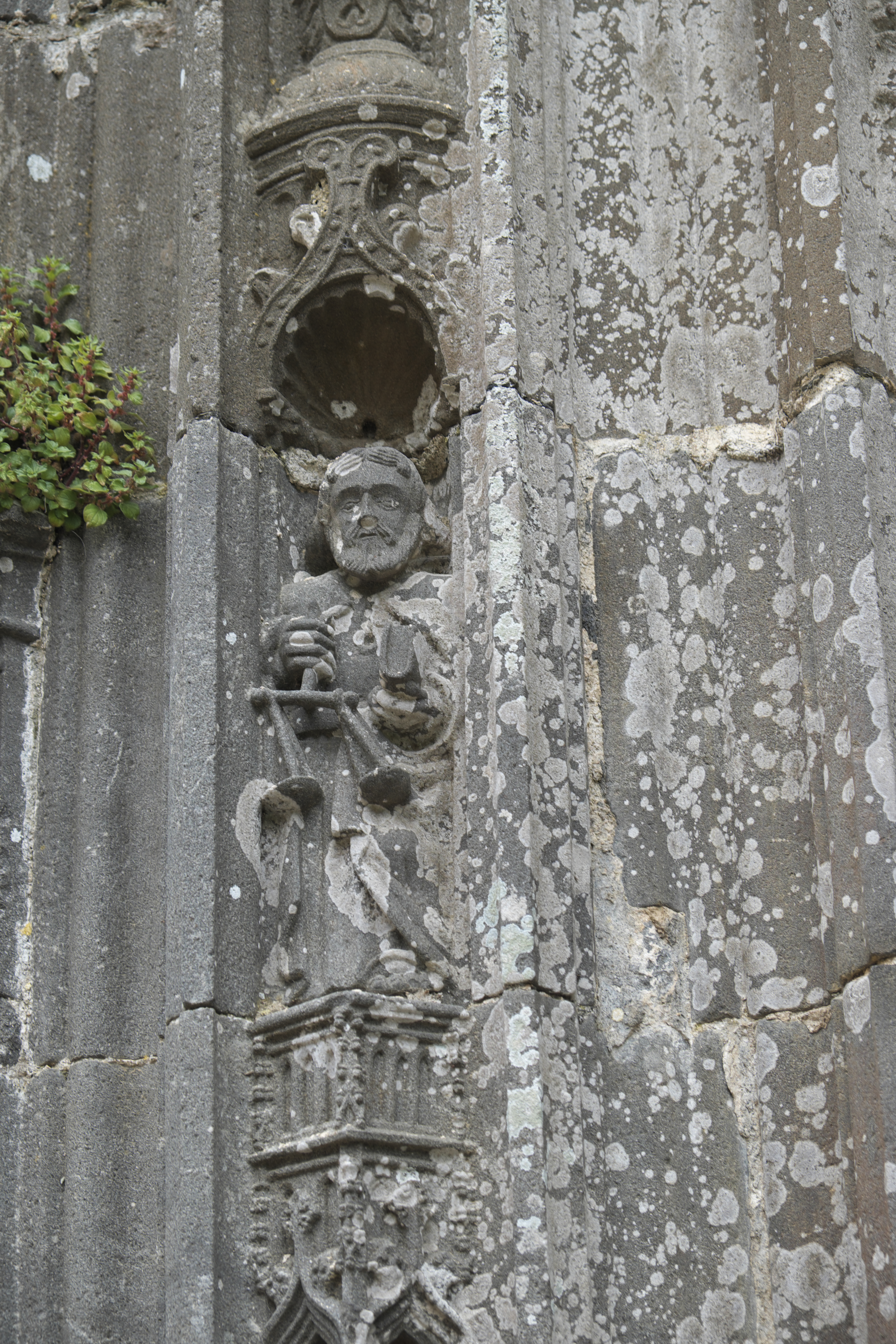
Matthäus mit Waage

### Innenraum

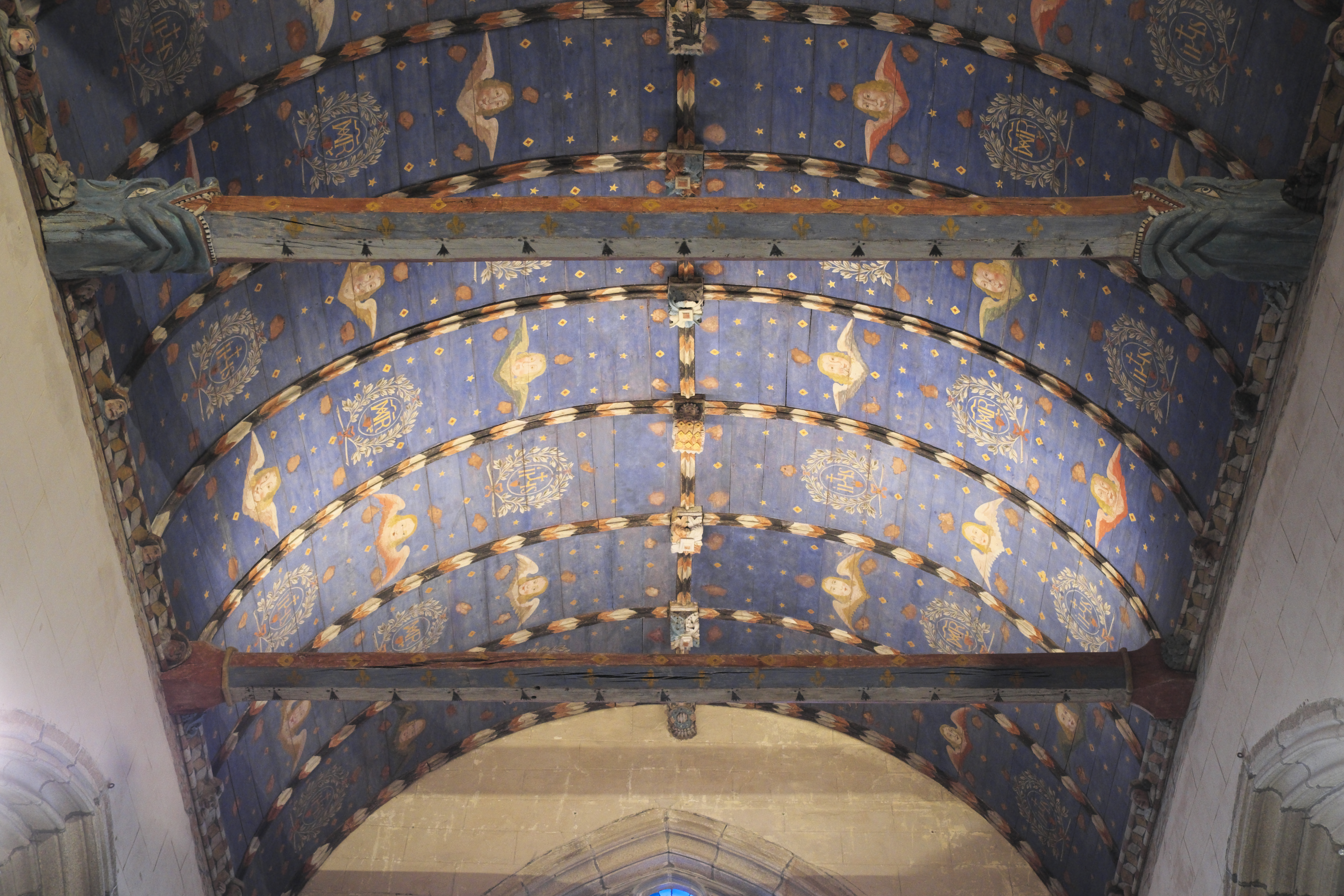
Bemalte Holzdecke

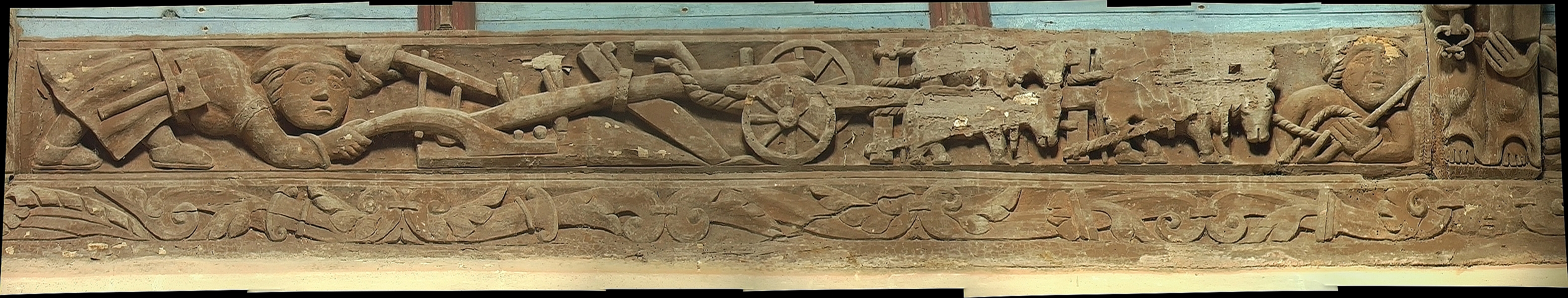
Bauer mit von Ochsen gezogenem Pflug

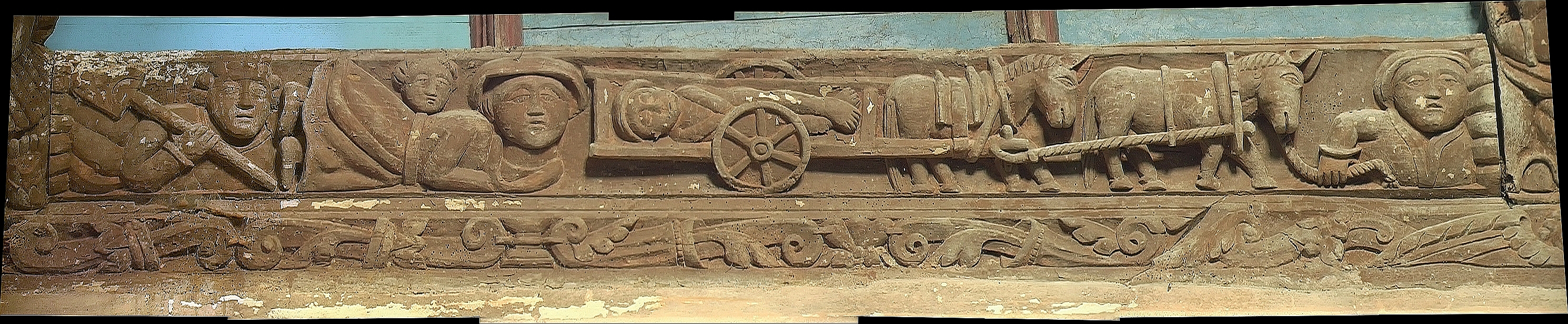
Von Pferden gezogener Karren mit einem Toten

Das dreischiffige Langhaus ist in fünf Joche gegliedert und wird von einer hölzernen Tonne gedeckt. Im Mittelschiff und im Chor ist noch die ursprüngliche Deckenbemalung erhalten. Zwischen vielen Sternen, Fleur-de-Lys und Engelsköpfen sieht man die Monogramme IHS für Jesus Christus und MA für Maria. Die Deckenbalken sind mit kleinen Figuren wie den Aposteln oder den Evangelistensymbolen verziert, in die Balken sind Reliefs mit figürlichen Szenen geschnitzt, die Balkenenden sind mit Mäulern von Ungeheuern skulptiert. Auf den Reliefs sind groteske Personen, Löwen, die Wappenschilde halten, und Engel mit Spruchbändern dargestellt. Eine Szene zeigt einen Bauern hinter einem Pflug, der von vier Ochsen gezogen wird, eine andere Szene stellt einen von zwei Pferden gezogenen Karren dar, auf dem ein Leichnam liegt. Auf einem Balken ist eine Inschrift mit der Jahreszahl 1561 eingeschnitzt. Die Balken, die wie Gurtbögen die hölzerne Tonne unterfangen, sind an ihrem Scheitelpunkt mit holzgeschnitzten Schlusssteinen verziert.

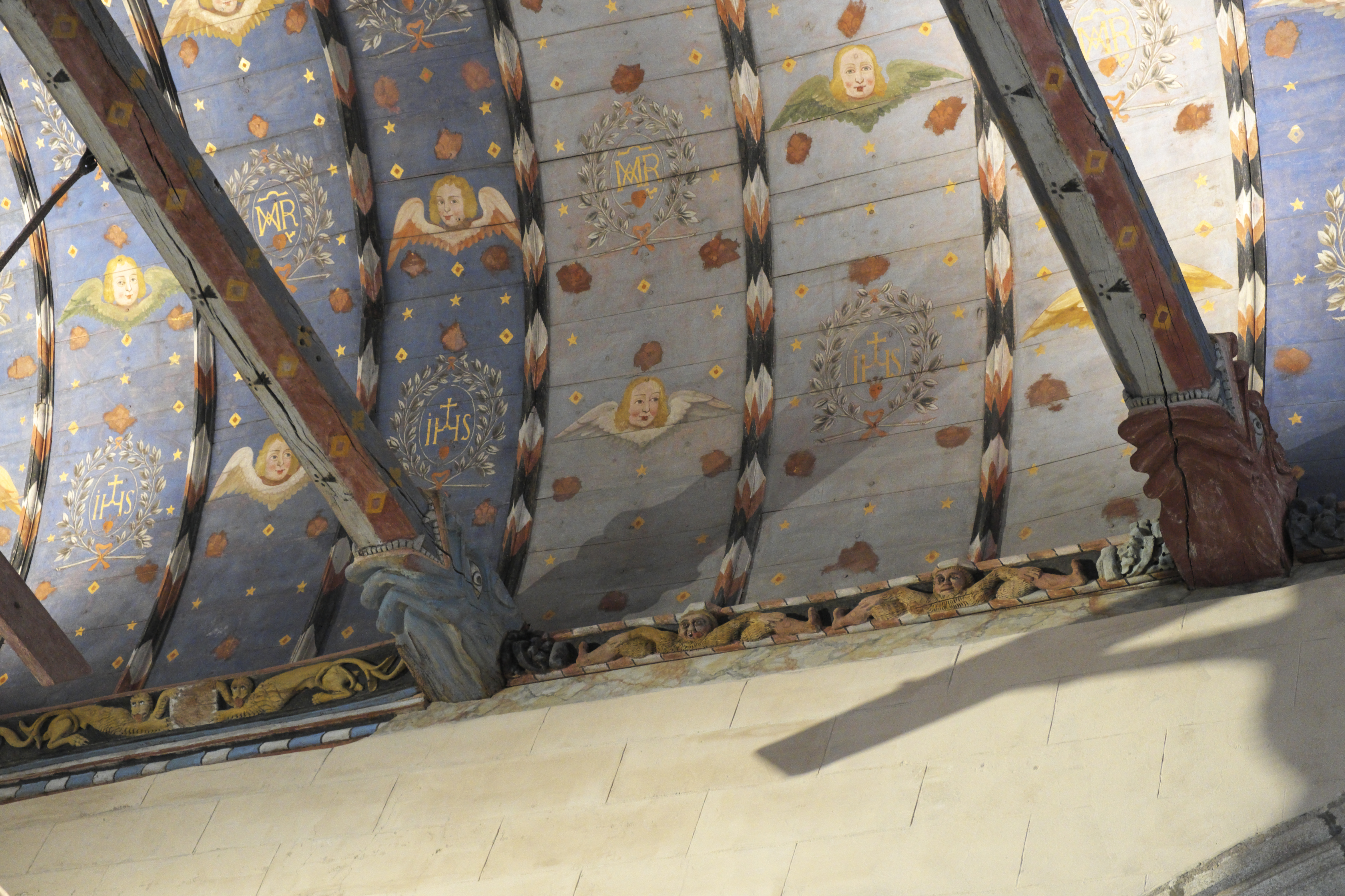
Bemalte Holzdecke mit skulptierten Balkenenden
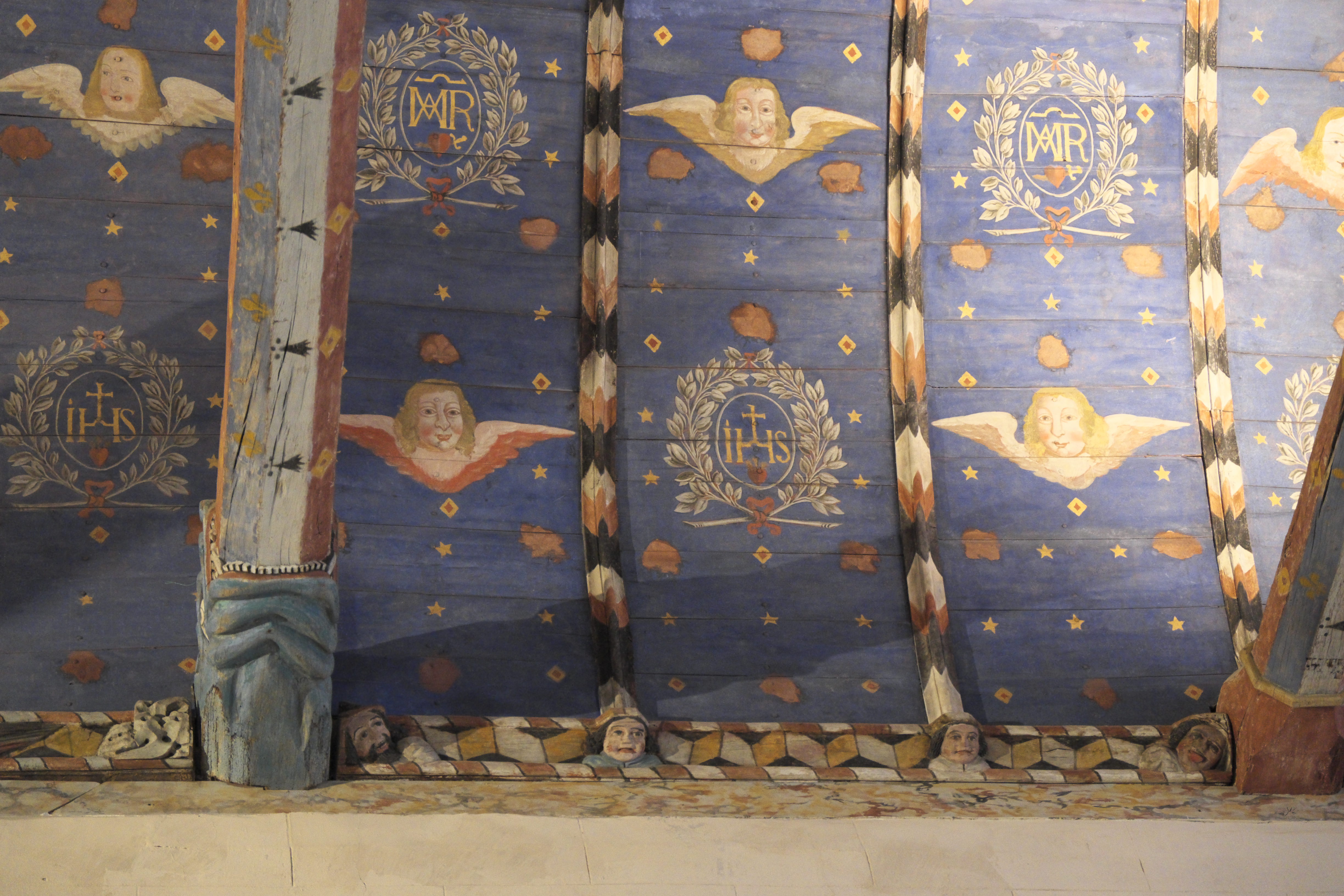
Bemalte Holzdecke mit skulptiertem Balkenende
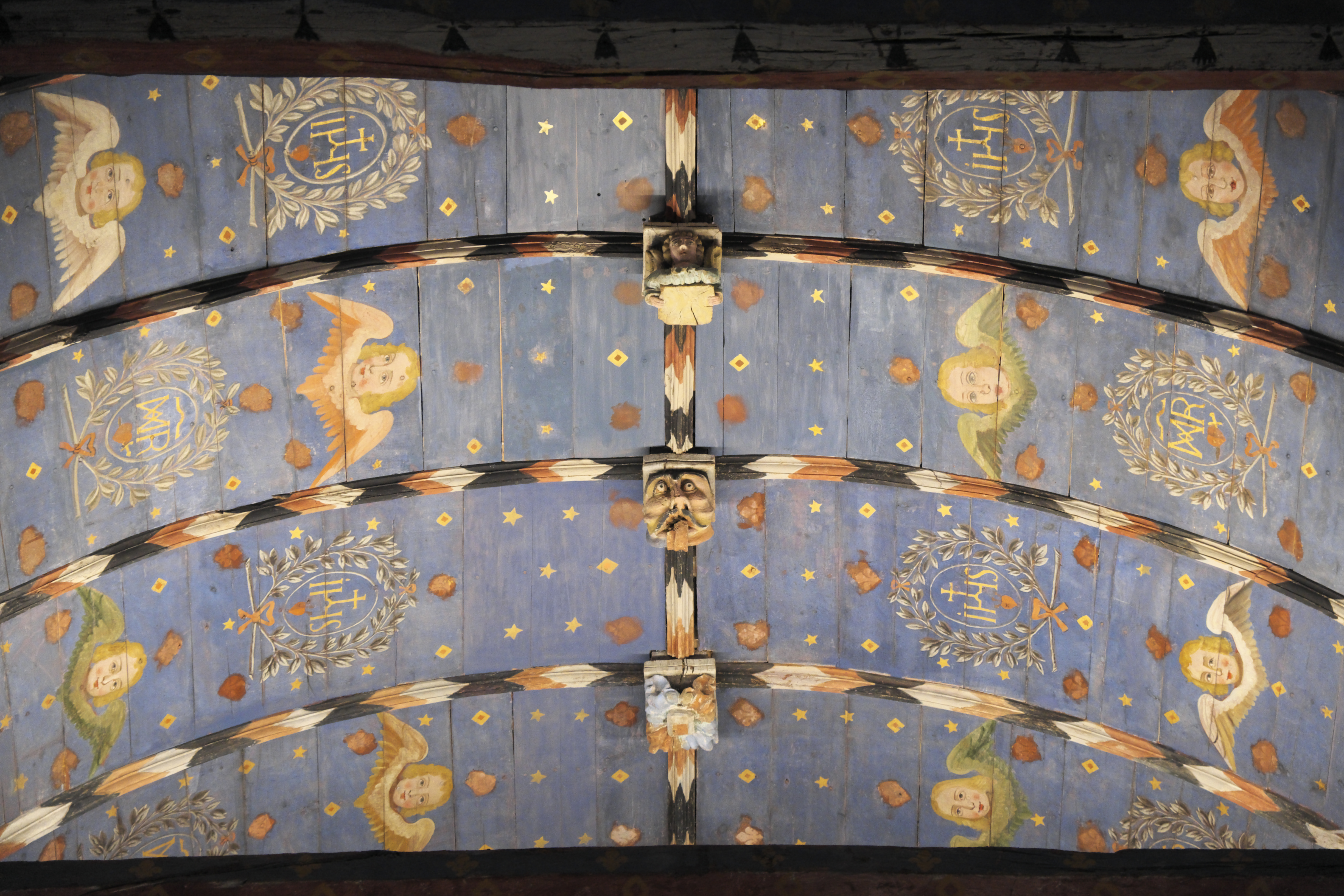
Bemalte Holzdecke mit holzgeschnitzten Schlusssteinen
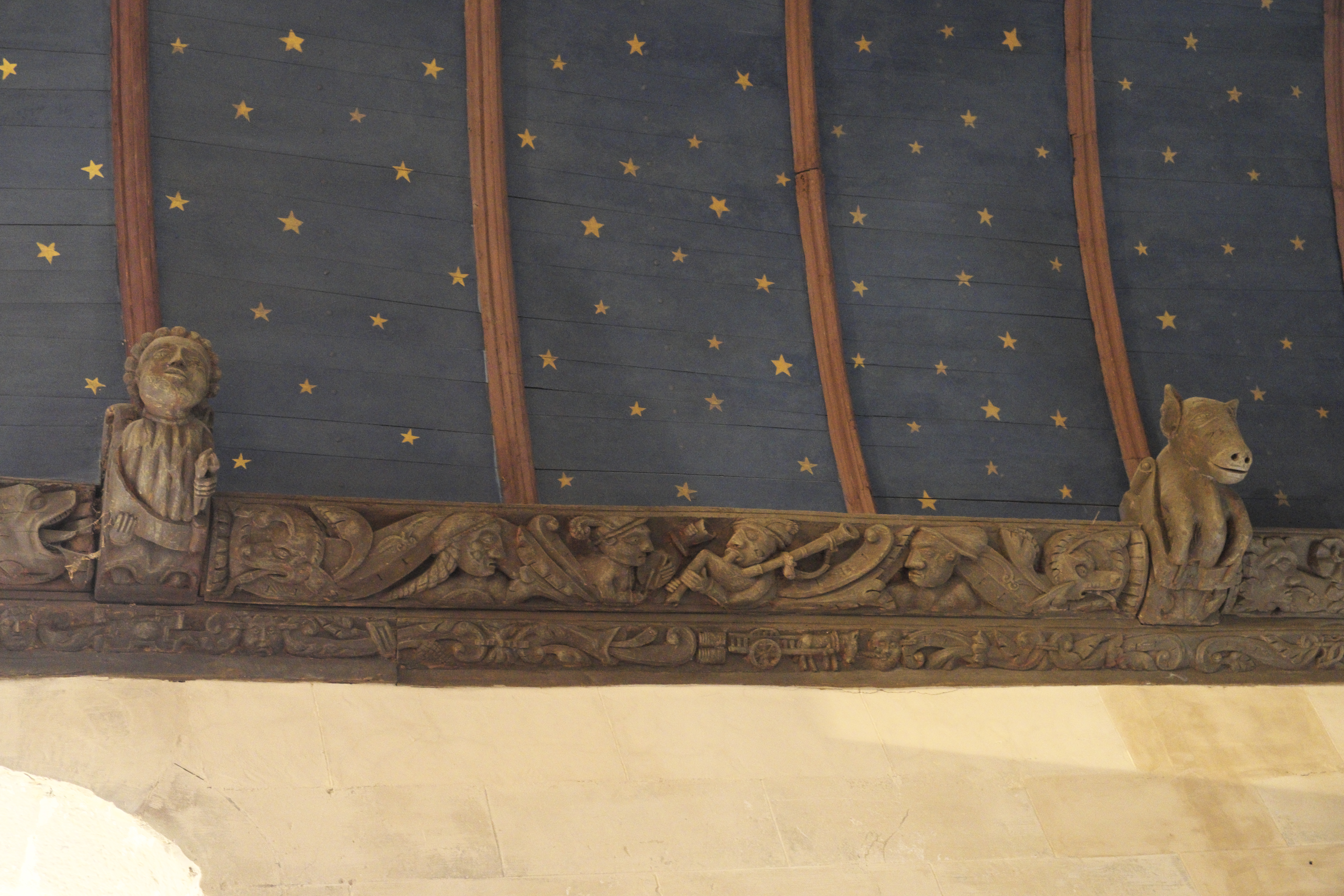
Bemalte Holzdecke mit geschnitzten Balken

## Lettner

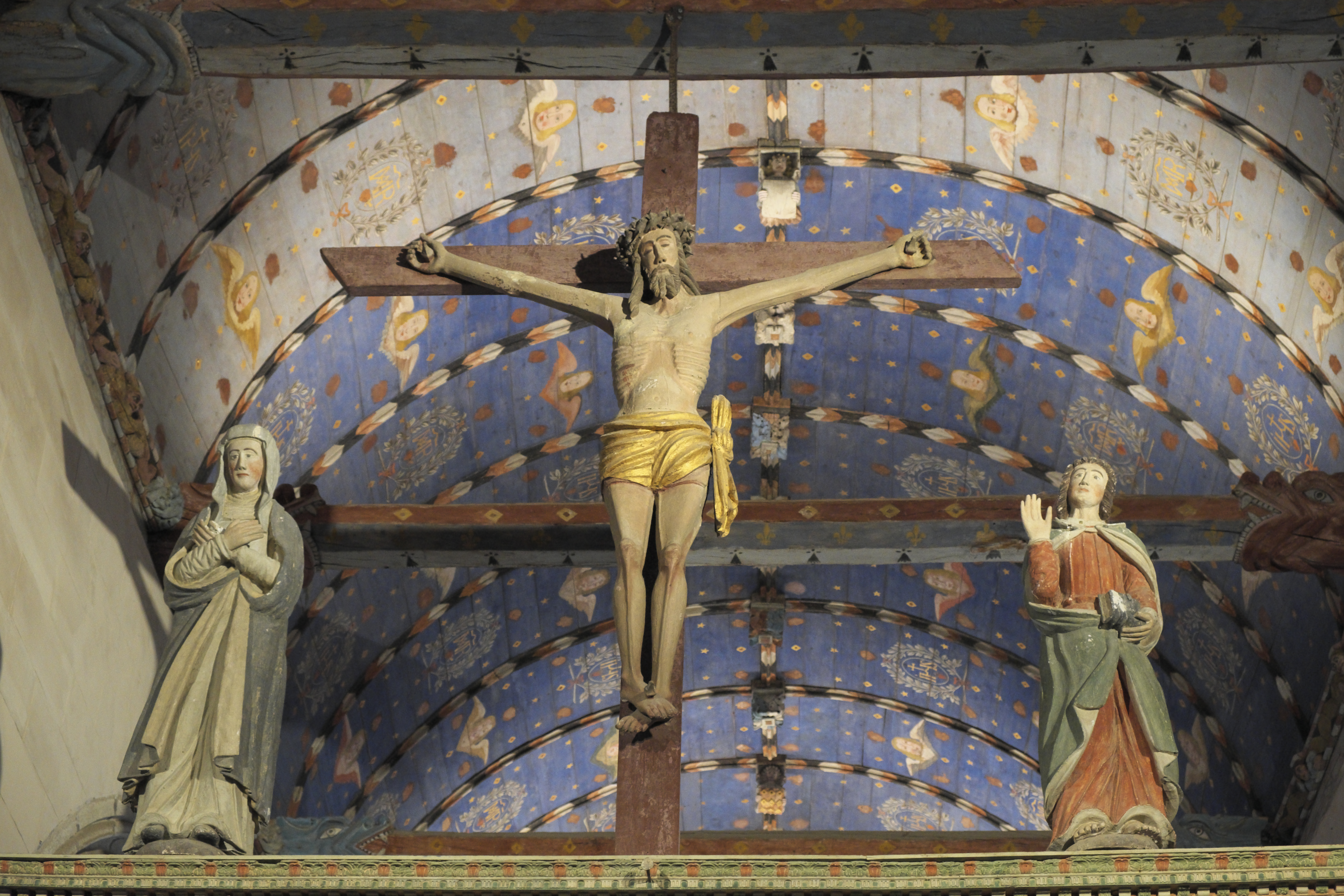
Kreuzigungsgruppe

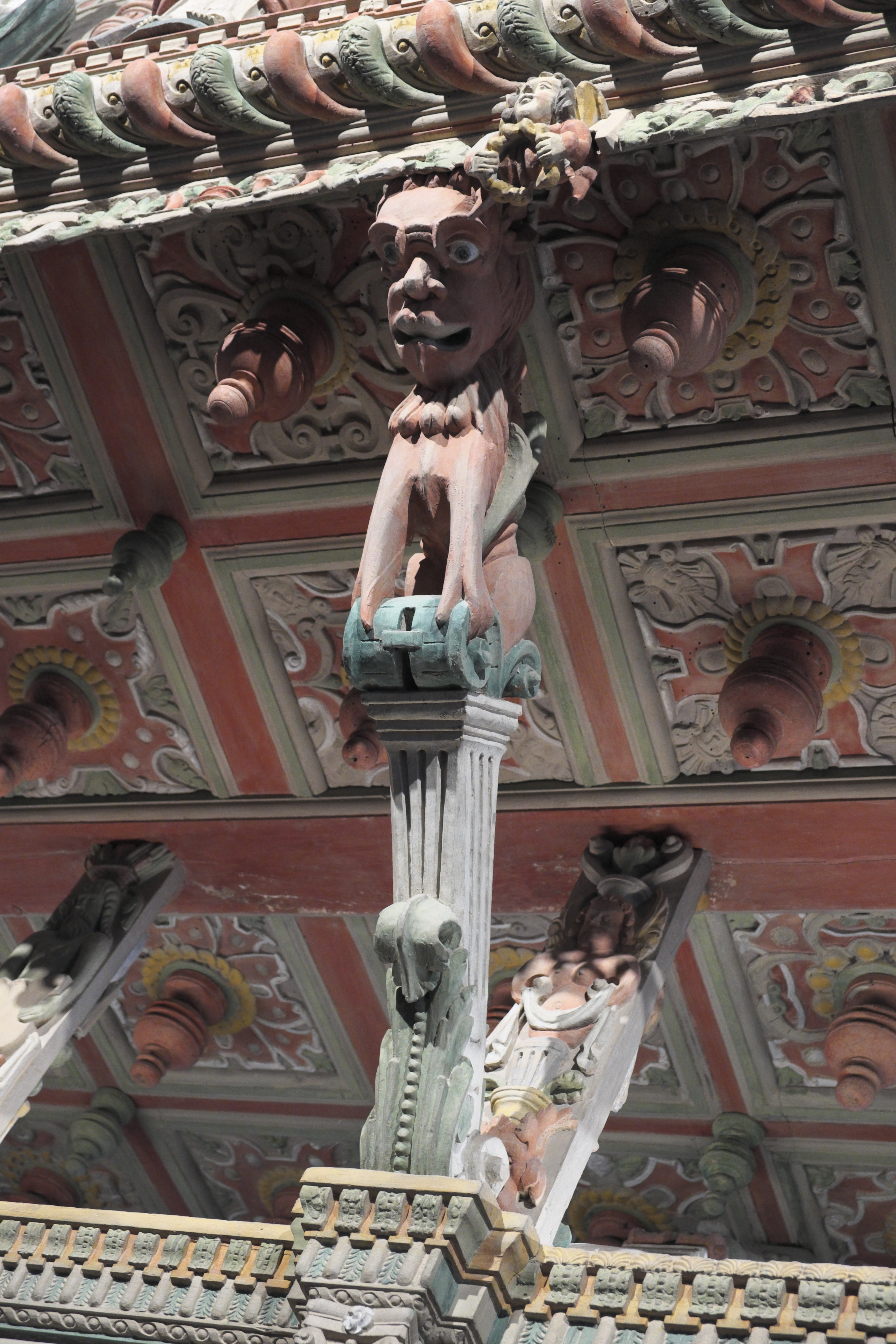
Kassettendecke und Karyatide

Der hölzerne Lettner wird in die Zeit um 1560 datiert. Er besteht aus einer Chorschranke, einer Empore und einer Kreuzigungsgruppe. Die Empore ist auf der zum Kirchenschiff gewandten Seite mit Hochreliefs verziert, auf denen neun Apostel und drei Päpste dargestellt sind. Eine Kreuzigungsgruppe bekrönt den Lettner. Zu beiden Seiten des Lettners stehen unter holzgeschnitzten Baldachinen links die heilige Margareta, zu ihren Füßen ihr Attribut, der geflügelte Drache, und rechts die heilige Anna, die Maria im Lesen unterweist. Die zum Chor gerichtete Seite ist mit Flachreliefs versehen, auf denen Heilige und in der Mitte Jesus Christus dargestellt sind.
Die Decke unter der Empore besteht aus holzgeschnitzten Kassetten mit gedrechselten Abhänglingen. Sie wird getragen von Karyatiden, die als groteske Figuren mit menschlichen Fratzen oder Köpfen von Ungeheuern gestaltet sind. Die Chorschranke weist schlanke, gedrechselte Säulen und mit reichem Dekor verzierte Paneele auf. Die kleinen Arkadenbögen über den Säulen sind mit Büsten von Heiligen und Fantasiefiguren ausgeschmückt.

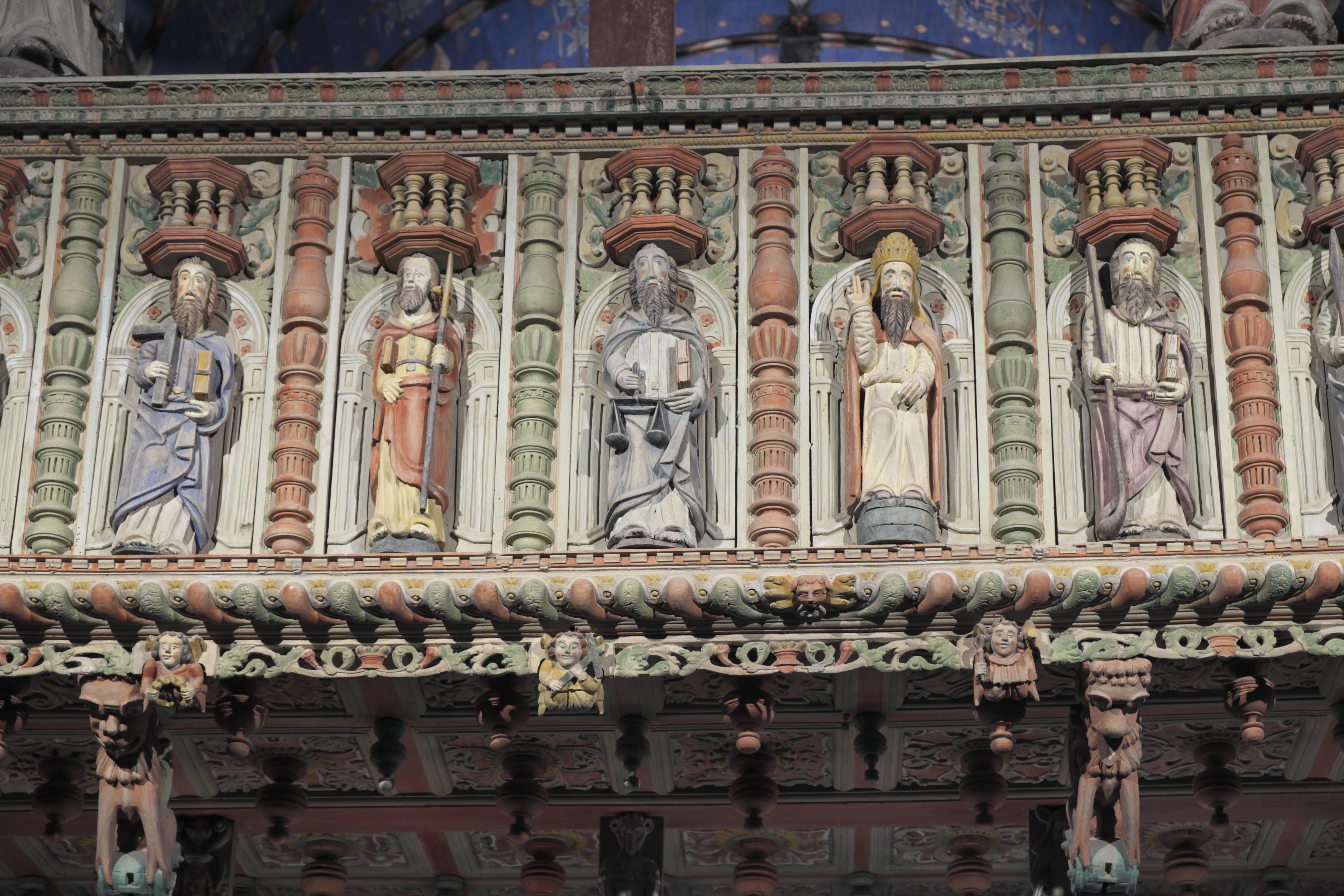
Langhausseite der Empore mit Hochreliefs
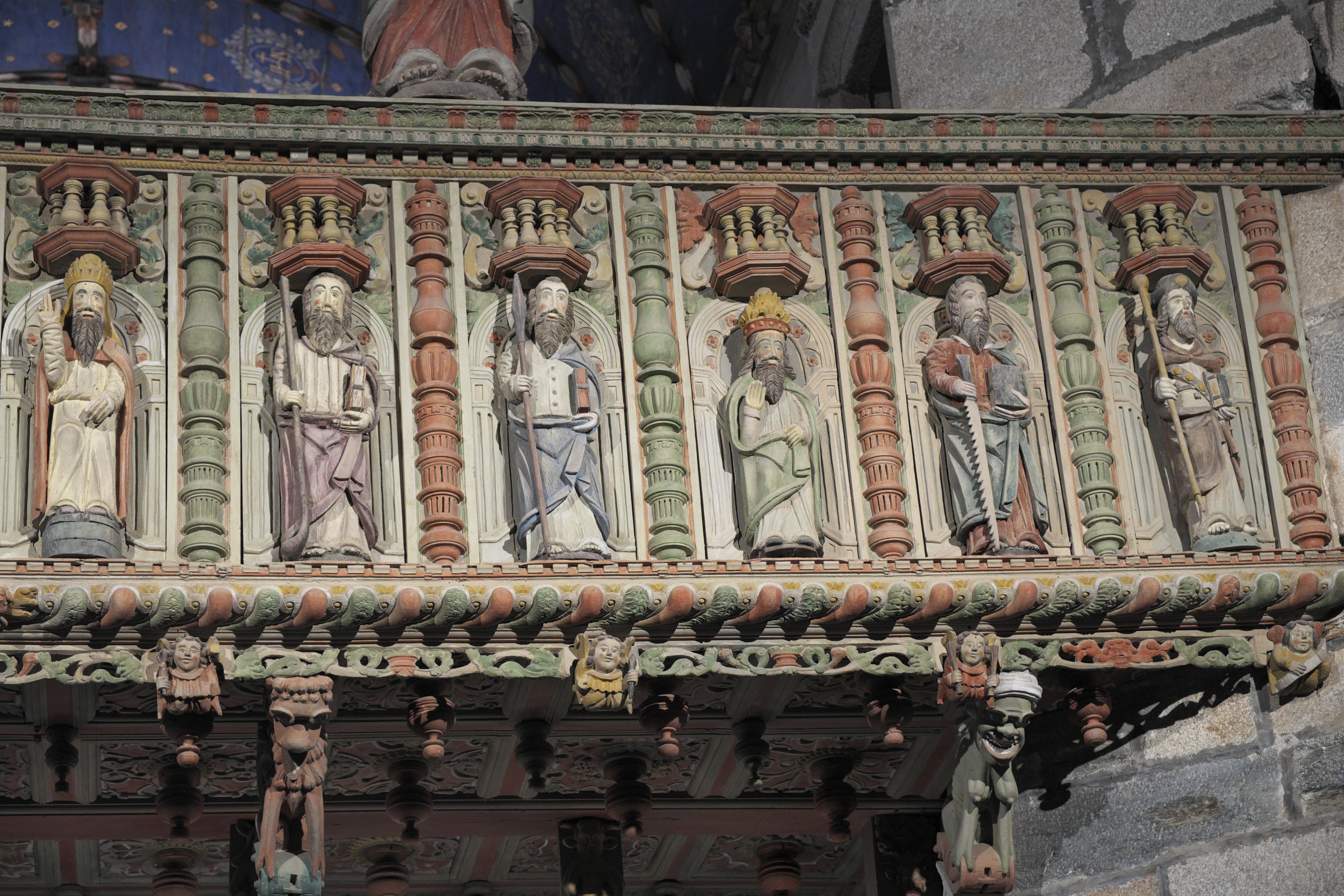
Langhausseite der Empore mit Hochreliefs
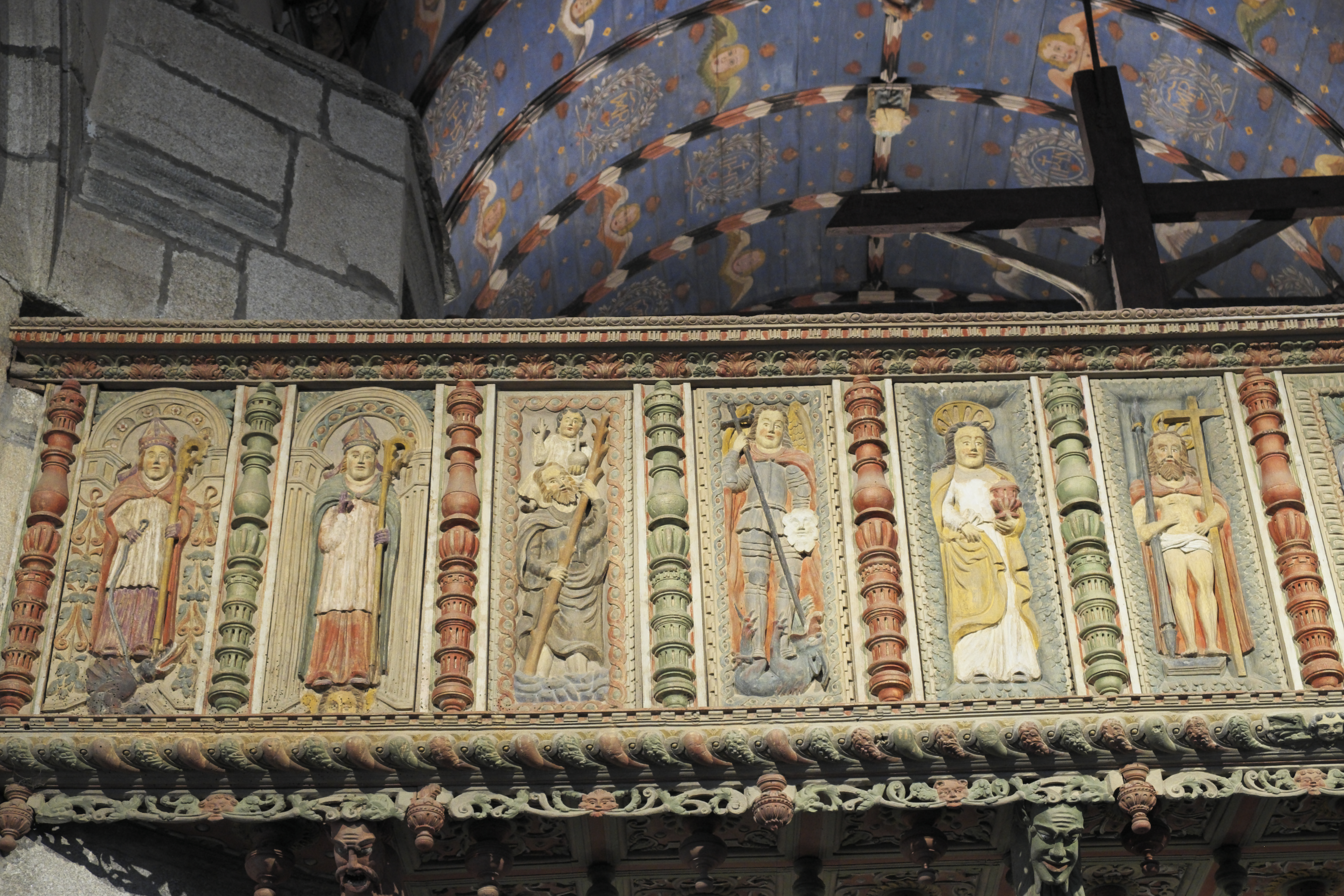
Chorseite der Empore mit Flachreliefs
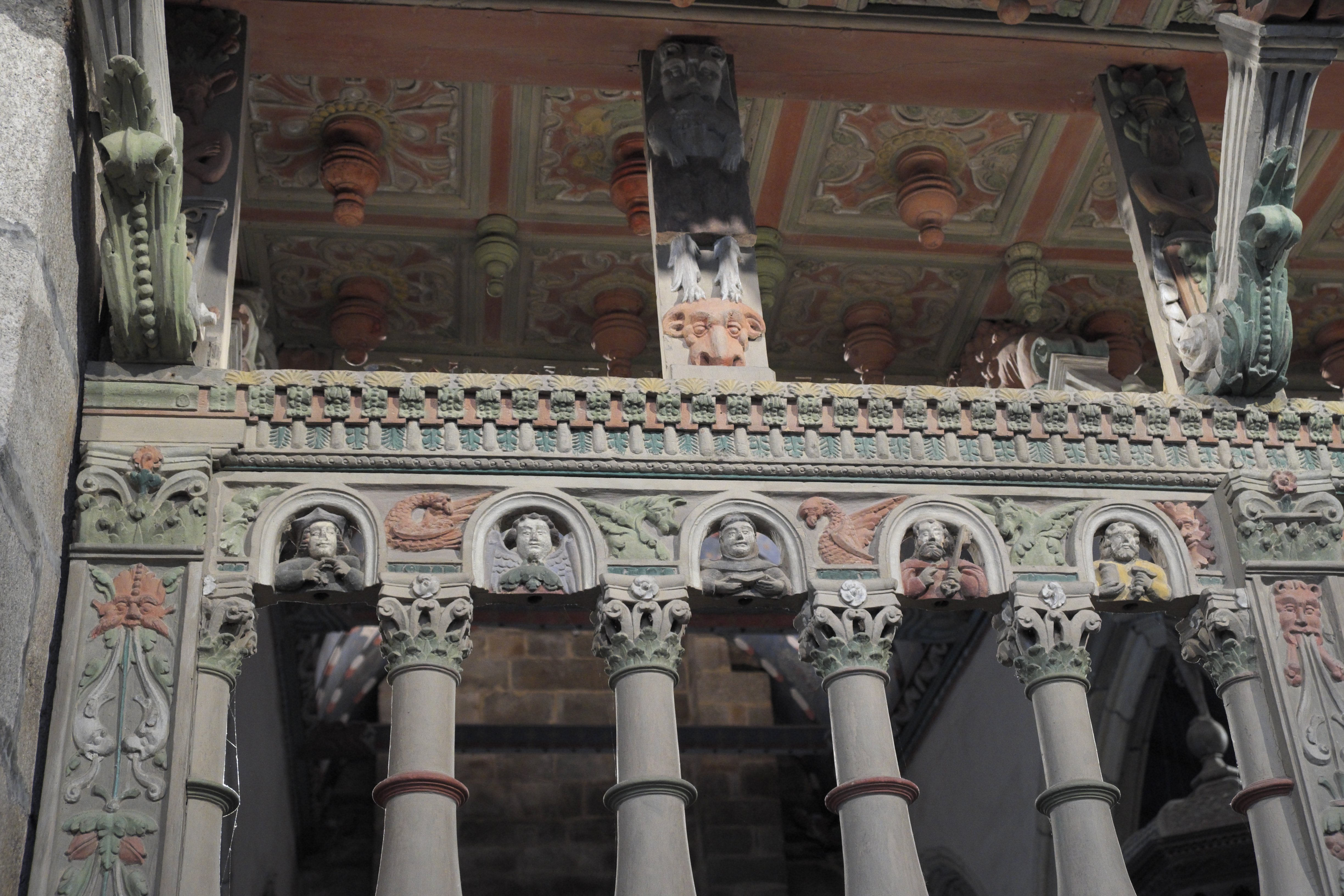
Arkadenbögen der Chorschranke

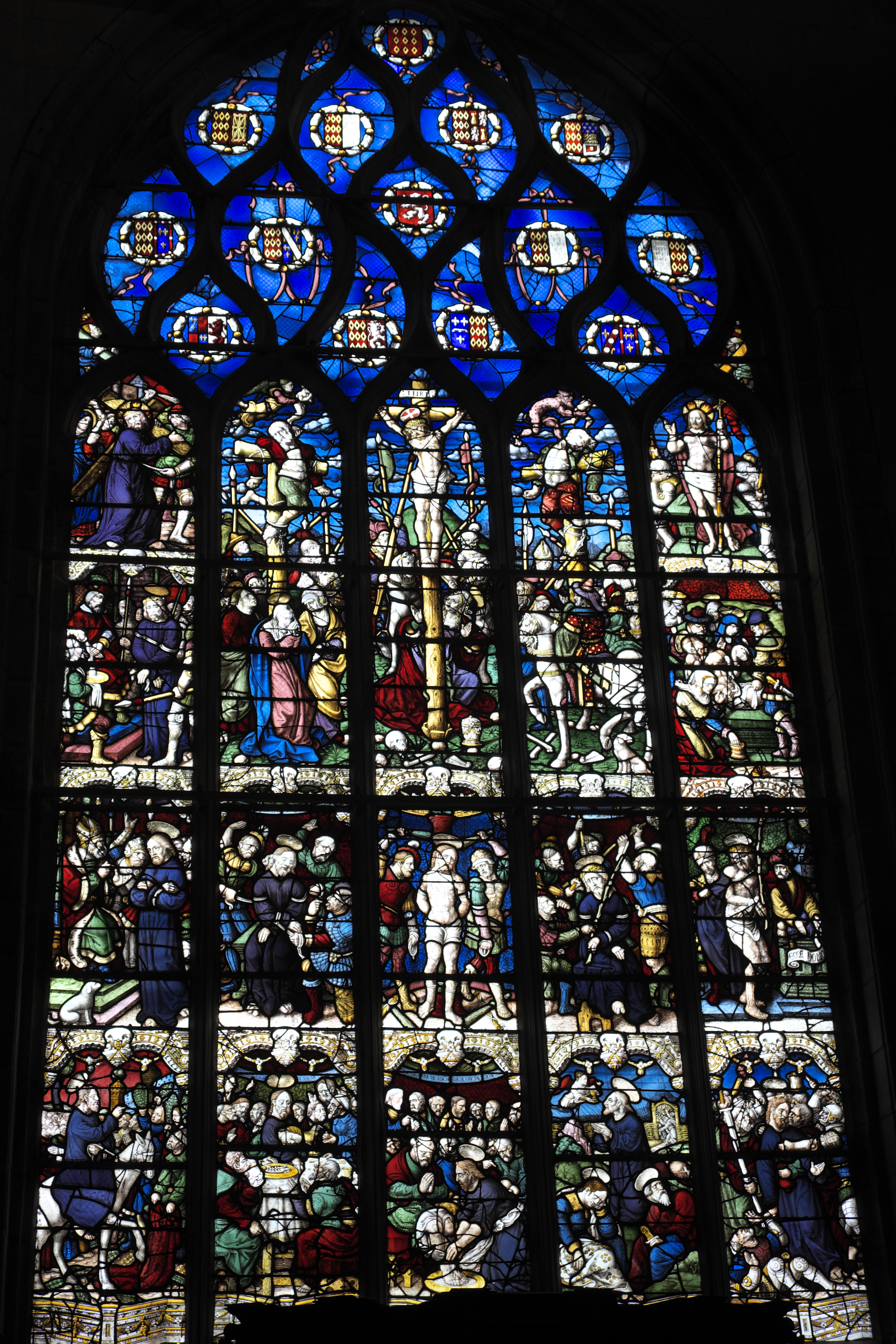
Passionsfenster

## Bleiglasfenster
Das große Bleiglasfenster im Chor mit Szenen der Passion wurde von Laurent Le Sodec geschaffen und ist mit der Jahreszahl 1539 datiert.

## Weitere Ausstattung

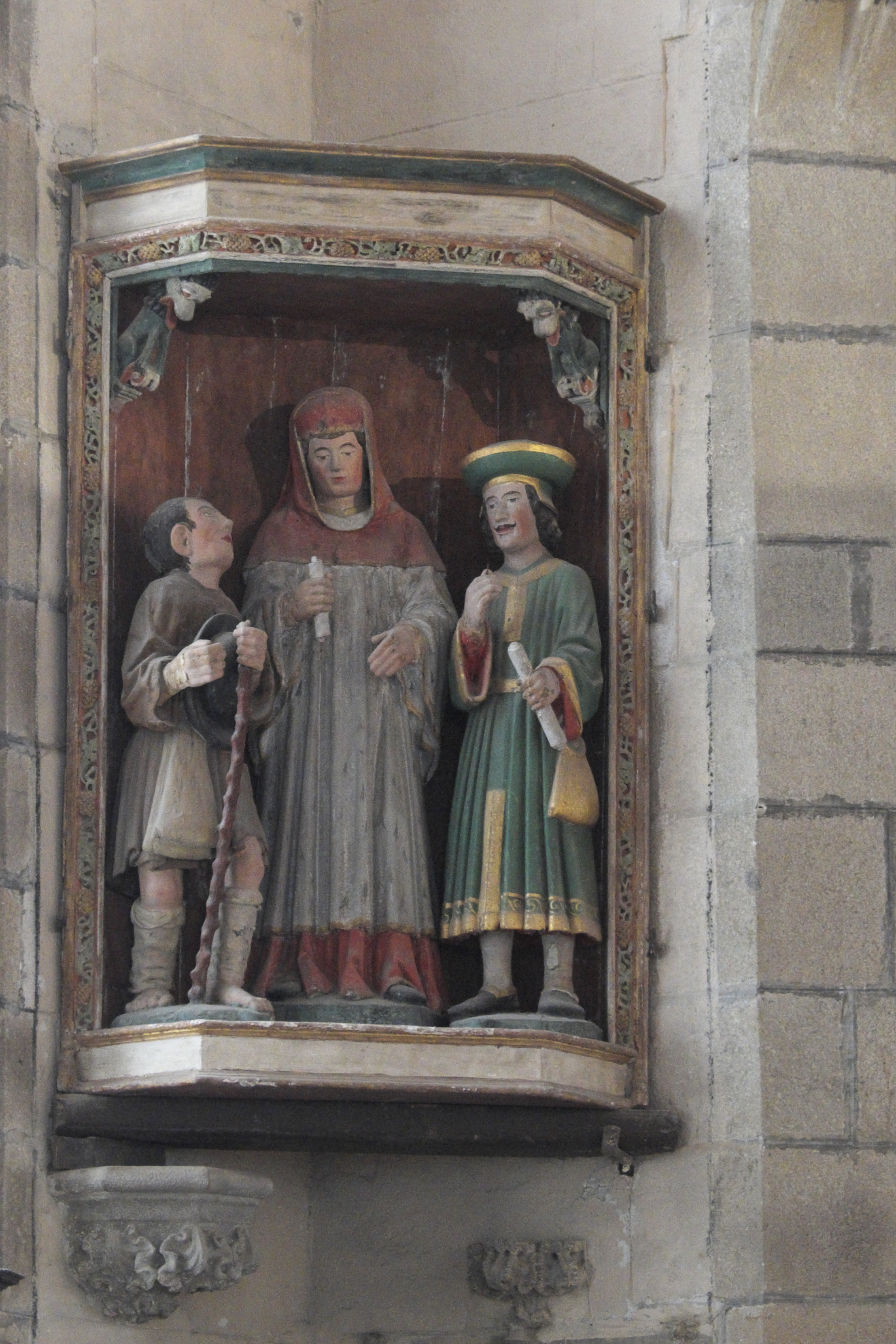
Heiliger Ivo zwischen einem Armen und einem Reichen

- Die Figurengruppe, die den heiligen Ivo zwischen einem Armen und einem Reichen darstellt, stammt noch aus der Bauzeit der Kirche.[6]
- Die Figur der Madonna mit Kind, Notre-Dame du Bon Secours, stand ursprünglich in der abgebrochenen, ebenfalls im 16. Jahrhundert errichteten Kirche Pont-Christ.
- Die Kanzel ist eine Arbeit aus dem 17. Jahrhundert. Der Korb ist mit den Reliefs der vier Evangelisten und ihren Symbolen verziert. Auf dem Schalldeckel steht ein Engel mit einer Posaune.